# باول نورمان
باول نورمان (بالإنجليزية: Paul Norman)‏ هو مصمم أمريكي، ولد في 18 ديسمبر 1951.

## وصلات خارجية
- باول نورمان على موقع ميوزك برينز (الإنجليزية)